# Chimba-Kultur
Die Chimba-Kultur war eine präkolumbische Kultur der Formativen Periode in der Sierra Ecuadors in der Provinz Imbabura 55 km nordöstlich von Quito. 
Sie bestand gemäß Radiokarbonmethode zwischen 900 und 200 v. Chr. und wurde erstmals in den frühen 1970er Jahren erforscht. Wie die benachbarte Cotocollao-Kultur beruhte die Chimba-Kultur auf Landwirtschaft mit Mais, Kartoffeln, Quinoa und Bohnen. Zudem wurden auch Baumwolle und wahrscheinlich Cocasträucher angebaut. Im Gegensatz zur Cotocollao-Kultur stand Chimba in regen Handelsbeziehungen zu anderen Gruppen in der Sierra und an der Pazifikküste.